# Pyrrhargiolestes angulatus
Pyrrhargiolestes angulatus – gatunek ważki z rodziny Argiolestidae.
Owad ten jest endemitem Papui-Nowej Gwinei; stwierdzono go na czterech stanowiskach na południowych zboczach Gór Centralnych.